# Dhamar (província)

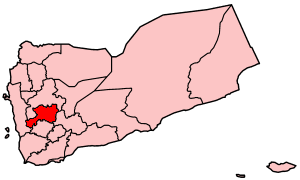
Localização no Iêmen

Dhamar (em árabe: ذمار) é uma província (mohafazah) do Iêmen. Em janeiro de 2004, possuía uma população de 1.339.229 habitantes.